# Earle's Shipbuilding
La Earle's Shipbuilding fu una compagnia di cantieristica navale con base a Hull, in attività dal 1845 al 1932.

## I fratelli Earle

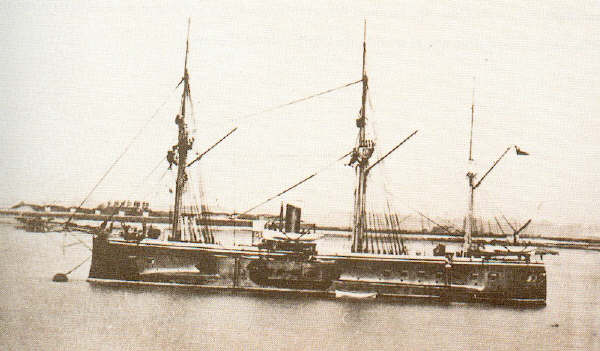
La nave corazzata cilena Blanco Encalada

La compagnia fu fondata a Hull nel 1845 da due fratelli, Charles e William Earle. La ditta impiegava principalmente ingegneri e si occupava di costruzione e riparazione d'imbarcazioni. La collaborazione più degna di nota fu quella con la Wilson Line, per la quale il cantiere costruì molte navi. La Earle costruì anche navi per molte altre società armatoriali britanniche, specialmente per quelle operanti nel Mare del Nord, come la Great Eastern Railway e la Hull & Netherlands Steamship Co. Ltd.
Nel 1871 la Earle fu ristrutturata come società per azioni e per un breve periodo Sir Edward James Reed ne fu presidente e direttore generale.

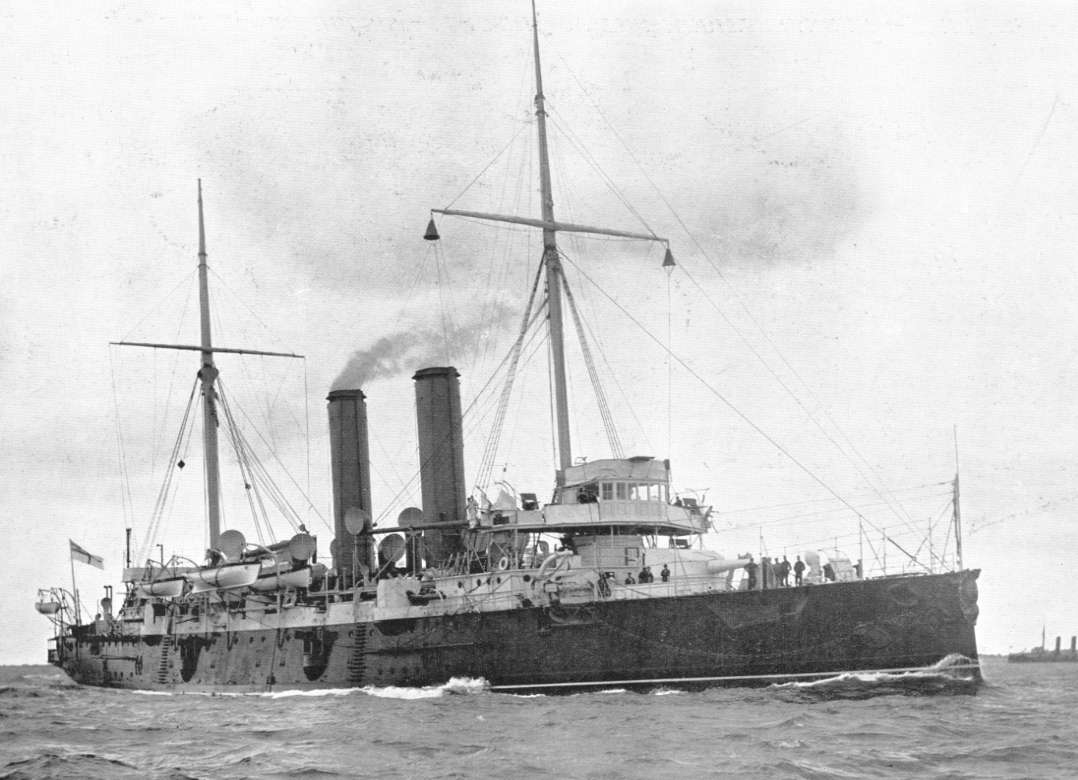
L'incrociatore HMS St. George nel 1897

La Earle costruì due yacht a motore per lo Zarevitch Alessandro: lo Slavanka nel 1873 e il Czarevna nel 1874. Sempre nel 1874 la Earle costruì il fallimentare SS Bessemer, lo sperimentale vapore a ruote con cabine basculanti progettato da Sir Henry Bessemer, che svolse il suo viaggio inaugurale (e anche unico) nel 1875. La società costruì anche lo yacht Bosphorous per il chedivè Isma'il d'Egitto e altre imbarcazioni di lusso per clienti facoltosi.
La Earle fu tra i prima cantieri a montare motori a vapore a triplice espansione; uno dei primi esempi fu il transatlantico SS Draco, costruito per la Wilson Line nel 1882.
Reed era stato Capo Costruttore dell'Ammiragliato e aiutò quindi la Earle a vincere diverse commesse militari, incluse le corazzate per la marina cilena Almirante Cochrane (1874) e Blanco Encalada (1875). Commesse militari successive includono due incrociatori classe Edgar per la Royal Navy: la HMS Endymion, varata nel 1891, e la HMS St George, varata nel 1892. Nel 1895 il cantiere costruì due cacciatorpediniere classe Salmon, sempre per la Royal Navy.

## Liquidazione e accorpamento
L'azienda incontrò difficoltà quando Charles Earle morì e il fratello William si ammalò. Nella parte finale dell'ultimo decennio del XIX secolo la firma soffrì per problemi di liquidità e mancanza di manodopera e nel 1900 fu volontariamente liquidata. Tuttavia Charles Wilson comprò l'azienda per circa 170000 £, mantenendo il nome Earle, ma rendendola pienamente una sussidiaria della Wilson Line.
Nel 1904 la Earle costruì la SS Inca per la Peruvian Corporation, una compagnia britannica che gestiva le ferrovie peruviane. Fu costruita come nave "knock down";  ovvero, fu costruita con bulloni al cantiere di Hull, poi tutte le parti furono contrassegnate, sbullonate, imballate e spedite in Perù, dove i pezzi furono trasportati nell'entroterra, riassemblati con rivetti e nel 1905 fu varata nel lago Titicaca, il lago navigabile più alto al mondo. Negli anni venti l'Inca necessitava di un nuovo fondo, così la Earle ne costruì uno in kit e lo spedì Perù, com'era già stato fatto per l'intera nave.
Nel 1929 la Earle costruì una nave "knock down" più grande, sempre per  la Peruvian Corporation, la SS Ollanta, che fu varata nel Titicaca nel 1931. In quel periodo la costruzione di navi in Gran Bretagna inizio a declinare a causa della grande depressione e dopo l'Ollanta il cantiere di Hull costruì solo altre tre navi. Il governo britannico sponsorizzò una razionalizzazione dell'industria cantieristica e nel 1932 la National Shipbuilders Securities (NSS) prese il controllo del cantiere Earle. La NSS vendette gli attrezzi e i macchinari dell'azienda, spedendo la grande gru del cantiere ed altro equipaggiamento a Kowloon, ad Hong Kong. I termini della chiusura della Earle includevano una clausola restrittiva sul sito del cantiere che vietava la costruzione di navi sul sito per i successivi sessant'anni.

## Navi sopravvissute
Almeno una delle navi costruite da Earle esiste ancora, l'Ollanta, ora in pensione dal servizio attivo di traghetto. PeruRail correntemente l'affitta per crociere turistiche charter sul lago Titicaca.